# 1965 en sport automobile
Chronologie du Sport automobile
1964 en sport automobile - 1965 en sport automobile - 1966 en sport automobile

## Les faits marquants de l'année1965enSport automobile
- Jim Clark remporte le championnat du monde de Formule 1 au volant d'une Lotus 33 - Climax.

## Par mois

### Janvier
- 1er janvier, (Formule 1) : Grand Prix automobile d'Afrique du Sud.

### Mai
- 30 mai (Formule 1) : Grand Prix automobile de Monaco.
- 31 mai : proche du succès lors des deux éditions précédentes, le pilote écossais Jim Clark remporte, sur une Lotus-Ford du Team Lotus, les 500 miles d'Indianapolis devant les Américains Parnelli Jones (2e) et Mario Andretti (3e). Il s'agit du premier succès à Indianapolis d'une voiture à moteur arrière !

### Juin
- 13 juin : Grand Prix automobile de Belgique.
- 19 juin : départ de la trente-troisième édition des 24 Heures du Mans.
- 20 juin : victoire de Masten Gregory et Jochen Rindt aux 24 Heures du Mans.
- 27 juin : le pilote britannique Jim Clark remporte le Grand Prix automobile de France sur une Lotus-Climax.

### Juillet
- 10 juillet (Formule 1) : victoire du britannique Jim Clark au volant d'une Lotus-Climax au Grand Prix automobile de Grande-Bretagne sur le circuit de Silverstone.
- 18 juillet (Formule 1) : Grand Prix automobile des Pays-Bas.

### Août
- 1er août (Formule 1) : Grand Prix automobile d'Allemagne.

### Septembre
- 12 septembre : l'Écossais Jackie Stewart (BRM) remporte sur le circuit de Monza la 1re victoire de sa carrière en Formule 1 en s'imposant lors du GP d'Italie devant l'ancien champion du monde britannique Graham Hill (BRM, 2e) et l'Américain Dan Gurney (Brabham-Climax, 3e).

### Octobre
- 3 octobre (Formule 1) : Grand Prix automobile des États-Unis.
- 24 octobre (Formule 1) : Grand Prix automobile du Mexique.

### Novembre
- 2 novembre : à Bonneville Salt Flats, Craig Breedlove établit un nouveau record de vitesse terrestre : 893,966 km/h.

## Naissances
- 19 janvier : Christophe Lapierre, pilote automobile français.
- 21 février : Mirco Schultis, pilote automobile allemand.
- 28 janvier : Cort Wagner, pilote automobile américain engagé en American Le Mans Series et Rolex Sports Car Series.
- 27 mars : Gregor Foitek, pilote automobile suisse allemand.
- 9 juin : Giuseppe Cipriani, pilote automobile italien.
- 10 juin : Frank Schmickler, pilote automobile allemand.
- 24 juin :  Claude Bourbonnais, pilote et instructeur automobile.
- 6 août :
  - Luc Alphand, skieur alpin puis pilote automobile (Rallye-raid) français.
  - Stéphane Peterhansel, pilote moto, puis pilote automobile (Rallye-raid) français.
- 5 septembre : David Brabham, pilote automobile australien de Formule 1 ayant disputé 24 Grands Prix entre 1990 et 1994.
- 19 septembre : Gilles Panizzi, pilote automobile (rallye) français.
- 20 septembre : Malik Unia, pilote de rallye français.

- 7 octobre : Marco Apicella, pilote italien.
- 10 novembre : Eddie Irvine, pilote automobile irlandais.
- 17 novembre : Manu Damiani, pilote automobile français.

- 20 novembre : Jimmy Vasser, pilote automobile américain.
- 27 novembre : Ernesto "Neto" H. Jochamowitz-Endesby, pilote de karting, de rallyes, et sur circuits péruvien.
- 8 décembre : Jean-Paul Cyr, pilote automobile de stock-car.

## Décès
- 10 avril : Lloyd "Lucky" Perry Casner, pilote automobile américain, (° 30 août 1928).
- 20 mai :  Edgar Barth, pilote automobile allemand. (° 26 janvier 1917).
- 22 octobre : Earl Cooper, pilote automobile américain. (° 22 octobre 1965).
- 22 décembre : Herbert  Demetz, pilote automobile Italien (° 1936).